# Placówka Straży Granicznej II linii „Ustroń”

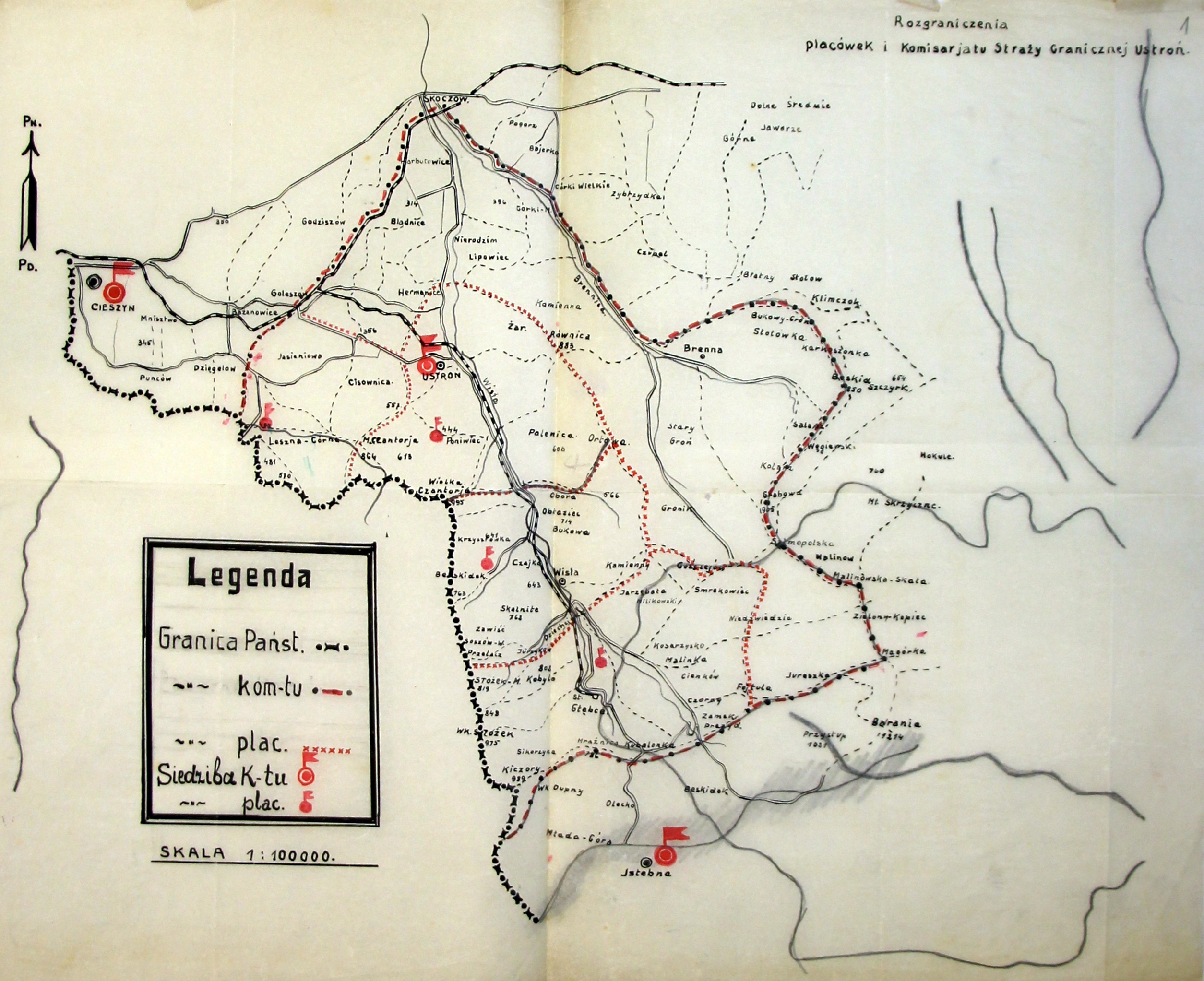
Szkic komisariatu SG „Ustroń”

Placówka Straży Granicznej II linii „Ustroń” – jednostka organizacyjna Straży Granicznej pełniąca służbę ochronną na granicy polsko-czechosłowackiej w okresie międzywojennym.

## Formowanie i zmiany organizacyjne
Rozporządzeniem Prezydenta Rzeczypospolitej Polskiej Ignacego Mościckiego z 22 marca 1928 roku, do ochrony północnej, zachodniej i południowej granicy państwa, a w szczególności do ich ochrony celnej, powoływano z dniem 2 kwietnia 1928 roku  Straż Graniczną.
Rozkazem nr 4 z 30 kwietnia 1928 roku w sprawie organizacji Śląskiego Inspektoratu Okręgowego dowódca Straży Granicznej gen. bryg. Stefan Pasławski określił strukturę organizacyjną komisariatu SG „Ustroń”. Placówka Straży Granicznej II linii „Ustroń” znalazła się w jego strukturze.

## Kierownicy/dowódcy placówki
| stopień          | imię i nazwisko | okres pełnienia służby | kolejne stanowisko |
| ---------------- | --------------- | ---------------------- | ------------------ |
| starszy strażnik | Jan Wiśniewski  | był w 1936             |                    |